# Cleopatra (dochter van Idas en Marpessa)
Cleopatra (Oudgrieks: Κλεοπάτρα / Kleopátra) was een dochter van Idas en Marpessa. Door haar moeder werd zij Alkyone genoemd.
Zij huwde met Meleager, de grootste held onder de deelnemers aan de Calydonische jacht, en toen deze was gestorven, treurde ook zij zich dood om het verlies van haar beminde gemaal.

## Referentie
- De eerste versie van dit artikel is overgenomen uit T.T. Kroon, Mythologisch Woordenboek, 's Gravenhage, 1875 en kan dus verouderd zijn.
- T.T. Kroon, Mythologisch Woordenboek, 's Gravenhage, 1875.